# Gauliga Hamburg
De Gauliga Hamburg was een voetbalcompetitie in nazi-Duitsland, opgericht in 1942 toen de Gauliga Nordmark om oorlogsredenen verder opgedeeld werd.

## Erelijst
| Seizoen | Kampioen         | Vicekampioen   |
| ------- | ---------------- | -------------- |
| 1942-43 | Victoria Hamburg | Hamburger SV   |
| 1943-44 | LSV Hamburg      | Hamburger SV   |
| 1944-45 | Hamburger SV     | Altonaer FC 93 |

1933/34 · 1934/35 · 1935/36 · 1936/37 · 1937/38 · 1938/39 · 1939/40 · 1940/41 · 1941/42 

Gauliga Hamburg: 1942/43 · 1943/44 · 1944/45 

Gauliga Mecklenburg: 1942/43 · 1943/44 

Gauliga Schleswig-Holstein: 1942/43 · 1943/44 · 1944/45
Originele Gauliga's: Baden · Bayern · Berlin-Brandenburg · Hessen · Mitte · Mittelrhein · Niederrhein · Niedersachsen · Nordmark · Ostpreußen · Pommern · Sachsen · Schlesien · Südwest-Mainhessen · Westfalen · Württemberg

Gauliga's na 1939: Hamburg · Hessen-Nassau · Köln-Aachen · Kurhessen · Mecklenburg · Moselland · Niederschlesien · Oberschlesien · Osthannover · Schleswig-Holstein · Südhannover-Braunschweig · Weser-Ems · Westmark

Gauliga's in bezette gebieden: Böhmen und Mähren · Danzig-Westpreußen · Elsaß · Generalgouvernement · Sudetenland · Ostmark · Wartheland